# Храпово (Белгородская область)
Храпово — село в Валуйском районе Белгородской области России. Входит в состав Яблоновского сельского поселения.

## География
Село находится в юго-восточной части Белгородской области, в лесостепной зоне, в пределах юго-западной части Среднерусской возвышенности, к западу от реки Оскол, на расстоянии примерно 3 километров (по прямой) к западу-юго-западу (WSW) от города Валуйки, административного центра района. Абсолютная высота — 85 метров над уровнем моря.
Климат характеризуется как умеренно континентальный. Средняя температура января −7,4 °C, средняя температура июля +20,3 °C. Годовое количество осадков составляет около 500 мм. Среднегодовое направление ветра юго-западное.
Часовой пояс
Село Храпово, как и вся Белгородская область, находится в часовой зоне МСК (московское время). Смещение применяемого времени относительно UTC составляет +3:00.

## Население
| 1859 | 1897 | 2002 | 2010 |
| ---- | ---- | ---- | ---- |
| 567  | ↗860 | ↘297 | ↘260 |

Половой состав
По данным Всероссийской переписи населения 2010 года в гендерной структуре населения мужчины составляли 46 %, женщины — соответственно 54 %.
Национальный состав
Согласно результатам переписи 2002 года, в национальной структуре населения русские составляли 100 %.

## Инфраструктура
Функционируют сельский клуб и фельдшерско-акушерский пункт.

## Улицы
Уличная сеть села состоит из шести улиц.